# Marganit Tower
Marganit Tower (hebr. מגדל מרגנית) – biurowiec w osiedlu Ha-Kirja we wschodniej części miasta Tel Awiw, w Izraelu.

## Historia

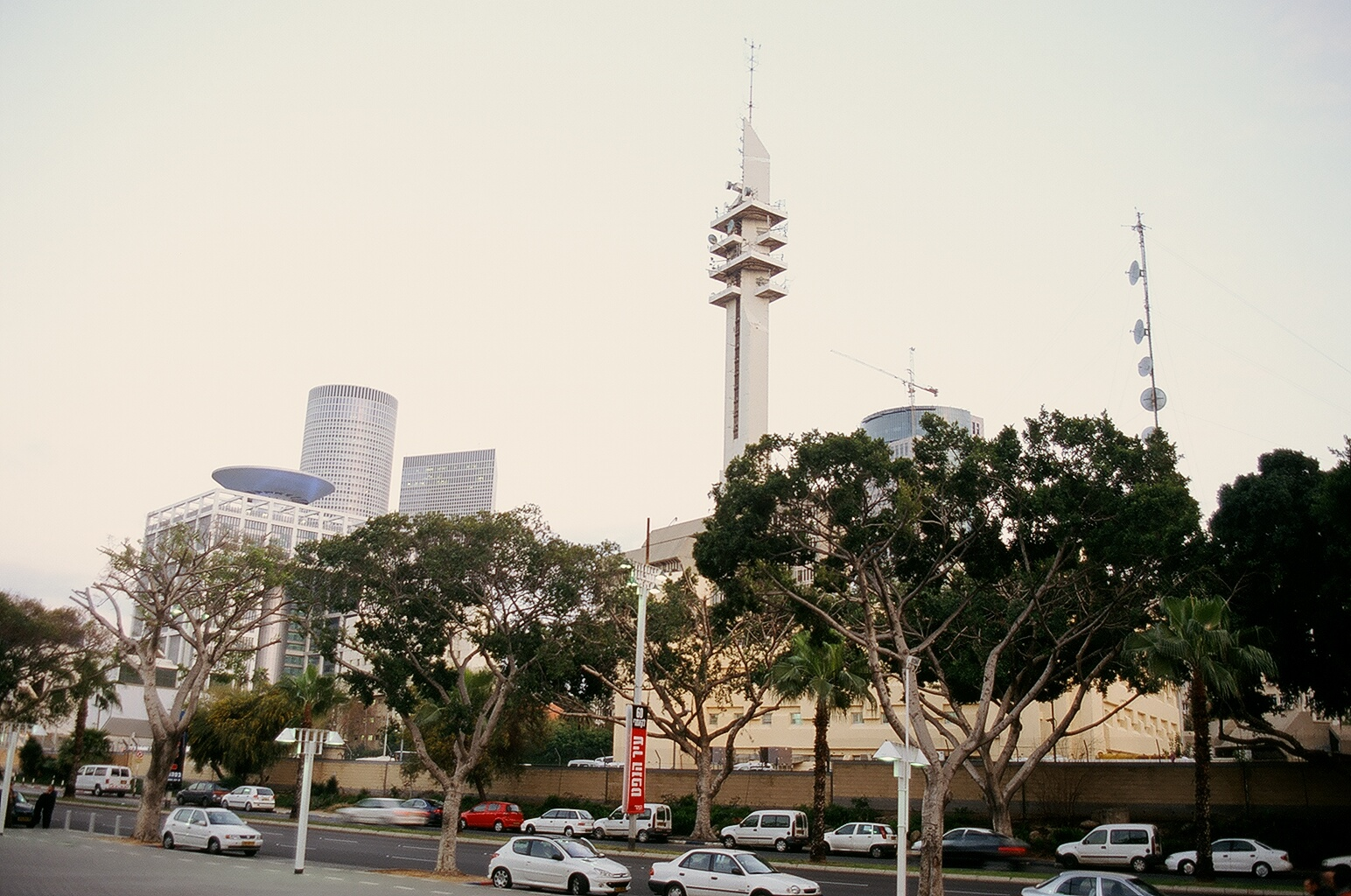
Marganit Tower

Biurowiec wybudowano w 1987 na terenie bazy wojskowej Ha-Kirja. Po ukończeniu był to drugi pod względem wysokości budynek w Izraelu. Stał się jednym z symboli miasta.

## Dane techniczne
Budynek ma 17 kondygnacji i wysokość 138 metrów.
Cały budynek został wzniesiony w oparciu o wzmocniony rdzeń, którego konstrukcja może wytrzymać wszelkiego rodzaju kolizje i trzęsienia ziemi. Podstawa rdzenia ma wymiary 14,4 na 10,2 metra. Rdzeń wznosi się w górę w kształcie rombu o wymiarach 5,2 na 5,4 metra. Wewnątrz znajdują się schody.
Wieżowiec wybudowano w stylu architektonicznym określanym nazwą modernizmem. Wzniesiono go z betonu. Elewacja jest wykonana w kolorach ciemnożółtym i ciemnobrązowym.

## Wykorzystanie budynku
Na szczycie wieży umieszczono maszt z antenami i innymi wojskowymi urządzeniami nadawczymi Sił Obronnych Izraela.